# 许永盛
许永盛（1966年3月—），山东费县人，在职研究生学历，工商管理硕士，1987年7月参加工作，1985年12月加入中国共产党。1987年毕业于天津大学管理工程系，工商管理硕士。
毕业于天津大学管理工程系。后进入国家计委投资局，1991年至1992年任河北省灵寿化肥厂副厂长；1998年以后，历任国家计委基础产业司处长、国家发改委能源局副局长。2008年，担任国家能源局电力司司长。2012年12月，担任国家能源局副局长。2014年5月被中央纪委调查，同月检察机关以涉嫌受贿犯罪对许永盛立案侦查并采取强制措施。2016年2月23日，许永盛受贿案在北京市第一中级法院开庭审理，许永盛当庭否认所有指控，称遭到办案人员刑讯逼供。